# Lindigia vierecki
Lindigia vierecki är en tvåvingeart som beskrevs av Charles Howard Curran 1947. Lindigia vierecki ingår i släktet Lindigia och familjen parasitflugor.
Artens utbredningsområde är Colombia. Inga underarter finns listade i Catalogue of Life.